# Ray Clemence
Raymond Neal "Ray" Clemence, MBE (Skegness, 5 de agosto de 1948 – 15 de novembro de 2020) foi um futebolista e treinador britânico. Ele fez sucesso como parte da equipe do Liverpool dos anos 70.
Ele é um dos 25 jogadores que fizeram mais de mil jogos na carreira.
Atuou como chefe da equipe de desenvolvimento da FA, supervisionando o desenvolvimento feito por jogadores das equipes da Inglaterra sub-16 até a sub-21.

## Carreira

### Clubes
Nascido em Skegness (extremo-leste da Inglaterra), Clemence deu os seus primeiros passos como atleta nas categorias de base do Notts County, entre 1962 e 1965. Neste último ano, estreou como profissional no Scunthorpe United, onde fez 48 jogos.
A carreira de Clemence deu uma reviravolta a partir de 1967, quando a pedido do técnico Bill Shankly, foi contratado pelo Liverpool por 18 mil libras. Inicialmente era reserva de Tommy Lawrence, tornando-se titular a partir de 1971. Até 1981, foram 665 partidas pelos "Reds". Com a vinda do zimbabuano Bruce Grobbelaar e sua posterior ascensão à titularidade, era evidente que a trajetória de Ray no Liverpool estava chegando ao seu final.
Contratado pelo Tottenham ainda em 1981 (o valor pago foi de 300 mil libras), o goleiro chegou a dividir o gol dos "Spurs" juntamente com outro experiente atleta da mesma posição, o norte-irlandês Pat Jennings, a partir da temporada 1985-86, tornando-se novamente titular da agremiação - o jovem Tony Parks foi seu reserva imediato. Sua carreira foi encerrada em 1988, aos quarenta anos de idade. 
Somando suas passagens por Scunthorpe, Liverpool, Tottenham e Seleção Inglesa (principal e sub-21), Ray disputou 1.018 jogos oficiais em 23 anos como atleta profissional.

## Carreira como técnico
Após encerrar a carreira, Clemence ficou afastado do futebol até 1992, quando tornou-se treinador do Tottenham, juntamente com Doug Livermore. Comandaria ainda o Barnet entre 1994 e 1996, quando foi contratado para ser treinador de goleiros da Seleção Inglesa.

## Seleção
Entre 1972 e 1984, Clemence disputou 61 partidas com a camisa da Seleção Inglesa de Futebol. Como o English Team não conseguiu a classificação para as Copas de 1974 e 1978 nem para a Eurocopa de 1976, o goleiro teve que aguardar até 1980 para representar seu país em uma competição internacional - justamente outra Eurocopa, a de 1980 (atuou em dois jogos). Fez parte ainda do elenco que disputou a Copa de 1982, mas desta vez não entrou em campo - Peter Shilton foi o titular.
Apesar de ter sido convocado para disputar jogos válidos pelas eliminatórias da Eurocopa de 1984, Clemence - que já havia atuado quatro vezes pela seleção inglesa Sub-21 - não teve chance de jogar a competição, uma vez que a Inglaterra não havia conquistado a vaga.

## Vida pessoal e morte
Clemence foi nomeado um MBE nas Honras de Aniversário de 1987 pelos serviços prestados ao futebol.
O seu filho, Stephen, é um meio-campista que chegou a jogar no Spurs e no Birmingham City e se retirou devido a um lesão no do Leicester City em 2010.  A filha de Ray, Sarah, também tem conexões futebolísticas, sendo esposa do ex-treinador do Crystal Palace e do Nottingham Forest, Dougie Freedman.
Em 2 de fevereiro de 2005, Clemence anunciou que havia sido diagnosticado com câncer de próstata e que passaria algum tempo longe do futebol enquanto recebia tratamento. 
Clemence ainda é muito respeitado pelos torcedores do Tottenham e do Liverpool. Ele foi votado como número 11 na enquete que elegia os melhores jogadores da história do Liverpool. Ele também foi escolhido como melhor goleiro do século XX pela BBC e liderou a pesquisa da revista Total Football sobre o melhor goleiro de todos os tempos, batendo nomes como Shilton, Lev Yashin, Gordon Banks e Pat Jennings.
Morreu em 15 de novembro de 2020, aos 72 anos, devido a um câncer de próstata.

## Títulos
Liverpool
- Primeira Divisão (5): 1972–73, 1975–76, 1976–77, 1978–79 e 1979–80
- FA Cup (1): 1973–74
- Copa da Liga Inglesa (1): 1980–81
- Supercopa da Inglaterra (5): 1974, 1976, 1977, 1979 e 1980
- Liga dos Campeões (3): 1976–77, 1977–78, 1980–81
- Copa da UEFA (2): 1972–73 e 1975–76
- Supercopa da UEFA (1): 1977

Tottenham Hotspur
- FA Cup (1): 1981–82
- Supercopa da Inglaterra (1): 1981
- Copa da UEFA (1): 1983–84